# Tagragra
Tagragra est un village de Kabylie, située dans la commune d'Aït Mahmoud, daïra de Beni Douala, dans la wilaya de Tizi Ouzou en Algérie.

## Localisation
Le village est situé en dessous du village de Tizi Hibel, sur un rocher émergeant du massif bordant l'oued Aissi. Il se trouve à quelques centaines de mètres, à vol d'oiseau, du Barrage de Taksebt.

## Population
Tagragra compte environ 300 habitants[réf. nécessaire].